# Даміан Бодрий
Єпископ Даміан Бодрий (в миру Олексій Бодрий; 20 квітня 1937, Белени, Невельський район, Тверська область (нині — Псковська область, Російська Федерація) — 1 липня 1989, Мукачево, Закарпатська область, Україна) — єпископ Українського екзархату Московської патріархії «Мукачівський і Ужгородський».

## Життєпис
Народився в 1937 в родині, що привчили дітей до церкви. Працював у Санкт-Петербурзі токарем. 1966 закінчив Санкт-Петербурзьку духовну семінарію, у 1970 — Санкт-Петербурзьку духовну академію зі ступенем кандидата богослов'я.
13 грудня 1968 митрополитом Санкт-Петербурзьким Никодимом Ротовим пострижений у чернецтво з ім'ям Даміан на честь преподобного Іоанна Дамаскина.
17 грудня був висвячений на ієродиякона, 29 березня 1970 — у сан ієромонаха.
З жовтня 1970 служив настоятелем Хрестовоздвиженського храму села Опілля Санкт-Петербурзької єпархії.
З квітня 1971 — настоятель Троїцького храму у Всеволожську.

### Єпископське служіння
11 жовтня 1972 рішенням Священного синоду РПЦ призначений єпископом Тамбовським і Мічуринським.
18 жовтня 1972 в Богоявленському Патріаршому соборі в Москві хіротонізований на єпископа Тамбовського і Мічуринського. Хіротонію здійснювали: митрополит Талліннський і Естонський Алексій Рідіґер, архієпископ Вологодський і Великоустюзький Михаїл Чуб, архієпископ Краснодарський і Кубанський Алексій Конопльов, архієпископ Дмитрівський Філарет Вахромєєв, єпископ Ташкентський і Середньоазіатський Варфоломій (Гондаровський), єпископ Зарайський Хризостом Мартішкін, єпископ Віленський і Литовський Анатолій Кузнєцов, єпископ Рязанський і Касімовський Симон Новіков.
Під час правління єпископа Даміана стався великий конфлікт в приході храму села Іванівки Сампурського району, що стало однією з причин його переводу 3 вересня 1974 на Вологодську кафедру.
За словами протоієрея Георгія Іванова, на той час з 17 церков єпархії богослужіння велося тільки в 12, тому що не було духовенства, а саму єпархію після всіх сум'ять готували зробити приписною до Ярославської або Архангельської, і митрополит Никодим Ротов, який вирішив, що не можна допустити, «щоб така давня кафедра втратила самостійність», домігся сюди призначення єпископа Даміана, якого протоієрей Георгій характеризував так: «Це був чудовий, світлий чоловік. Багато видатних людей — начальник візової служби, головний прокурор, головний кардіолог — всі у нього таємно окормлювалися. Всіх сам хрестив на дому. Уповноваженого Матасова „прибрав“, попросив владу — зумів переконати, що той не дає працювати. І „поставив“ Валентина Миколаєва. Той від спілкування з владикою Даміаном в Бога увірував! І сказав, коли вмирав: „Я хочу, щоб мене в церкві поминали“. Владика за п'ять років усі вакансії заповнив. Всі 17 церков стали служити, все процвітало. Будинок був відремонтований повністю. Нову чорну „волгу“ придбав, владиці Михаїлу Мудьюгіну залишив. Він тут стільки добра зробив! Стільки всього відродив, оновив! Проповідь була під контролем, тому владика говорив дуже скромно, дуже мудро, цитував завжди житія святих. <…> І ввечері говорив, і вранці. Весь собор благословляв. Люди плакали, коли він їхав. Скільки молодих людей наставив, єпархія просто задихала. І його перевели, як обіцяв Синод. Через п'ять років в Полтаву на підвищення поїхав».
Принципова позиція єпископа відносно Воскресенського собору Череповця і його святинь в період передбачуваної реконструкції міста багато в чому сприяла збереженню цього історичного храму.
З 12 вересня 1979 — єпископ Полтавський і Кременчуцький.
У серпні 1983 в складі паломницької групи РПЦ відвідав гору Афон.
19 квітня 1985 призначений єпископом Мукачівським і Ужгородським.
При єпископі Даміані був ювілей 1000-річчя Хрещення Русі, який з особливою урочистістю святкувався на Закарпатті.
Раптово помер 1 липня 1989. Похований на території Мукачевського Свято-Микільского жіночого монастиря.

## Твори
- «Учение Иоанна Богослова о Логосе в связи с учением Филона Александрийского о том же предмете»: (Кандидатское сочинение).
- Речь при наречении во епископа Тамбовского и Мичуринского 17 окт. 1972 года. ЖМП. 1972, № 12, с. 12-14.